# Dana Němcová
Dana Němcová (ur. 14 stycznia 1934 w Moście, zm. 11 kwietnia 2023) – czechosłowacka psycholog, polityk, sygnatariuszka Karty 77.

## Życiorys
Urodziła się w Moście, w rodzinie nauczycielskiej. Po zdaniu matury pracowała w szkole podstawowej jako nauczycielka. W latach 1953–1958 studiowała psychologię i filozofię na Uniwersytecie Karola. W czasie studiów została ochrzczona i wyszła za mąż za filozofa Jiříego Němca, jednego z inicjatorów Karty 77. Wychowali razem siedmioro dzieci. Zaczęła brać udział w seminariach Jana Patočki. Utrzymywała również kontakty z polskimi środowiskami pism „Znak”, „Więź” i „Tygodnik Powszechny”. Zajmowała się przemycaniem zakazanej literatury katolickiej. Po ukończeniu studiów pracowała jako psycholog kliniczny. W połowie lat pięćdziesiątych znalazła się w kręgu zainteresowania Státní bezpečnosti.
Po wydarzeniach praskiej wiosny w sierpniu 1968 udała się na emigrację do Austrii. Trzy miesiące później wróciła do Pragi. W latach siedemdziesiątych współorganizowała występy Plastic People of the Universe oraz festiwale muzyczne zakazanych zespołów undergroundowych. Po uwięzieniu członków zespołu w 1976 organizowała protesty przeciwko ich uwięzieniu. W 1977 podpisała się pod Kartą 77. W 1978 została współzałożycielką Komitetu Obrony Niesprawiedliwie Prześladowanych. W maju 1979 została aresztowana. W areszcie przebywała do października. Została skazana pod zarzutem próby obalenia republiki. W 1988 została założycielką Czechosłowackiego Komitetu Helsińskiego.
Po aksamitnej rewolucji weszła w skład Zgromadzenia Federalnego. W czerwcu 1990 po wyborach parlamentarnych utrzymała swój mandat. W 1993 była współzałożycielką poradni dla uchodźców Czeskiego Komitetu Helsińskiego. Po śmierci Olgi Havlovej została wybrana na przewodniczącą rady nadzorczej Komitetu Dobrej Woli Olgi Havlovej.
W 1998 roku została odznaczona Medalem za Zasługi I stopnia.